# Machaerium milleflorum
Machaerium milleflorum är en ärtväxtart som beskrevs av Henri François Pittier. Machaerium milleflorum ingår i släktet Machaerium och familjen ärtväxter. Inga underarter finns listade i Catalogue of Life.